# Ove Ramel Sehested (officer)
 Der er flere personer med dette navn, se Ove Ramel Sehested.
Ove Ramel Sehested (13. juli 1687 på Katholm – 30. maj 1774 i Ejdsvold) var en dansk-norsk officer.

## Karriere
Han var søn af generalløjtnant Jens Maltesen Sehested og dennes anden hustru Margrethe Sophie Ramel. En yngre broder var generalløjtnant Knud Gyldenstierne Sehested. Ove Ramel Sehested kom allerede 1702 ind i Hæren, blev 1715 kaptajnløjtnant med kaptajns karakter ved Oberst Kruses Dragonregiment, 1717 kompagnichef ved Oberst Oetkens Dragonregiment, fik 1720 majors karakter, blev 1723 virkelig major, 1730 oberstløjtnant, alt ved sidstnævnte regiment, der nu havde fået navnet 2. søndenfjeldske nationale Dragonregiment. 1735 fik han obersts karakter og blev 1744 chef for 1. søndenfjældske nationale Dragonregiment, 1749 generalmajor, 1756 generalløjtnant, 1757 hvid ridder og tog endelig 1761 afsked fra krigstjenesten.
Sehested boede vistnok som major en tid i eller ved Holmestrand, hvis kirke han 1722 skænkede lidt landskyld i gården Ødeholt i Undrumsdal, siden ejede og beboede han den adelige sædegård Holleby i Tunø præstegæld, men tilflyttede 1745 chefskvarteret Brotnov i Ullensaker præstegæld. Han døde i Ejdsvold 30. maj 1774. Han blev begravet i det Ramel-Sehestedske kapel i Sorø Klosterkirke.

## Ægteskaber
Sehested var gift to gange:
- 1. gang 18. december 1717 med Anna Christine Stockfleth (1690-1730), datter af kaptajn Vilhelm Stockfleth til Brahesholm og Margrethe Dorothea Charisius. I dette ægteskab fødtes 7 børn, blandt hvilke navnlig sønnen Frantz Vilhelm Sehested (1722-1787) må fremhæves.
- 2. gang 7. marts 1732 på Ravnstrup med Frederikke Louise von Eickstedt (1711-1755), datter af gehejmeråd Valentin von Eickstedt og dennes 2. hustru Edel Cathrine Kaas. I dette ægteskab fødtes 5 børn, hvor dog kun datteren Edel Christine Sehested (1735-1805) nåede voksenalderen.